# Lista planetelor minore: 251001–252000
Aceasta este lista planetelor minore cu numerele 251001–252000.

## 251001–251100
| Denumire         | Denumire provizorie | Data descoperirii  | Locul descoperirii | Descoperitor(i)       |
| ---------------- | ------------------- | ------------------ | ------------------ | --------------------- |
| 251001 Sluch     | 2006 OM14           | 28 iulie 2006      | Andrushivka        | Andrushivka           |
| 251002 –         | 2006 OP21           | 21 iulie 2006      | Mount Lemmon       | Mount Lemmon Survey   |
| 251003 -         | 2006 PB             | 1 august 2006      | Pla D'Arguines     | R. Ferrando           |
| 251004 –         | 2006 PO3            | 12 august 2006     | Palomar            | NEAT                  |
| 251010 –         | 2006 PU31           | 14 august 2006     | Siding Spring      | SSS                   |
| 251014 –         | 2006 QR4            | 18 august 2006     | Piszkéstető        | K. Sárneczky, Z. Kuli |
| 251018 Liubirena | 2006 QC31           | 16 august 2006     | Andrushivka        | Andrushivka           |
| 251022 –         | 2006 QN39           | 19 august 2006     | Anderson Mesa      | LONEOS                |
| 251027 –         | 2006 QH61           | 21 august 2006     | Socorro            | LINEAR                |
| 251033 –         | 2006 QY123          | 29 august 2006     | Catalina           | CSS                   |
| 251045 –         | 2006 RC21           | 15 septembrie 2006 | Kitt Peak          | Spacewatch            |
| 251058 -         | 2006 SU             | 16 septembrie 2006 | Goodricke-Pigott   | R. A. Tucker          |
| 251073 –         | 2006 SM57           | 19 septembrie 2006 | Antares            | Antares Observatory   |
| 251092 –         | 2006 SW197          | 27 septembrie 2006 | La Sagra           | OAM                   |

## 251101–251200
| Denumire | Denumire provizorie | Data descoperirii  | Locul descoperirii | Descoperitor(i)     |
| -------- | ------------------- | ------------------ | ------------------ | ------------------- |
| 251125 – | 2006 SM375          | 17 septembrie 2006 | Apache Point       | A. C. Becker        |
| 251130 - | 2006 TQ             | 1 octombrie 2006   | Lulin Observatory  | C.-S. Lin, Q.-z. Ye |
| 251169 – | 2006 UF2            | 16 octombrie 2006  | Bergisch Gladbach  | W. Bickel           |

## 251201–251300
| Denumire | Denumire provizorie | Data descoperirii | Locul descoperirii | Descoperitor(i)       |
| -------- | ------------------- | ----------------- | ------------------ | --------------------- |
| 251211 – | 2006 UU184          | 24 octombrie 2006 | Kitami             | K. Endate             |
| 251224 – | 2006 UJ218          | 27 octombrie 2006 | Nyukasa            | Nyukasa               |
| 251268 – | 2006 WL15           | 16 noiembrie 2006 | Lulin Observatory  | M.-T. Chang, Q.-z. Ye |

## 251301–251400
| Denumire               | Denumire provizorie | Data descoperirii | Locul descoperirii | Descoperitor(i) |
| ---------------------- | ------------------- | ----------------- | ------------------ | --------------- |
| 251311 –               | 2006 YS14           | 22 decembrie 2006 | Črni Vrh           | Črni Vrh        |
| 251325 Leopoldjosefine | 2007 CX26           | 9 februarie 2007  | Gaisberg           | R. Gierlinger   |
| 251383 –               | 2007 VA96           | 7 noiembrie 2007  | Bisei SG Center    | BATTeRS         |

## 251401–251500
| Denumire           | Denumire provizorie | Data descoperirii | Locul descoperirii | Descoperitor(i)        |
| ------------------ | ------------------- | ----------------- | ------------------ | ---------------------- |
| 251405 –           | 2007 YT31           | 28 decembrie 2007 | Lulin Observatory  | LUSS                   |
| 251407 –           | 2008 AH3            | 8 ianuarie 2008   | Dauban             | F. Kugel               |
| 251412 –           | 2008 AB29           | 11 ianuarie 2008  | Mayhill            | A. Lowe                |
| 251413 –           | 2008 AA30           | 8 ianuarie 2008   | Altschwendt        | W. Ries                |
| 251449 Olexakorolʹ | 2008 CK117          | 11 februarie 2008 | Andrushivka        | Andrushivka            |
| 251485 –           | 2008 ED7            | 2 martie 2008     | Marly              | P. Kocher              |
| 251492 –           | 2008 ET36           | 3 martie 2008     | Purple Mountain    | PMO NEO Survey Program |

## 251501–251600
| Denumire             | Denumire provizorie | Data descoperirii | Locul descoperirii | Descoperitor(i)    |
| -------------------- | ------------------- | ----------------- | ------------------ | ------------------ |
| 251521 –             | 2008 GO3            | 6 aprilie 2008    | Kanab              | E. E. Sheridan     |
| 251556 –             | 2009 DY14           | 20 februarie 2009 | Calvin-Rehoboth    | Calvin College     |
| 251595 Rudolfböttger | 2009 HA36           | 20 aprilie 2009   | Taunus             | S. Karge, R. Kling |

## 251601–251700
| Denumire         | Denumire provizorie | Data descoperirii  | Locul descoperirii | Descoperitor(i)                                     |
| ---------------- | ------------------- | ------------------ | ------------------ | --------------------------------------------------- |
| 251607 –         | 2009 HP94           | 28 aprilie 2009    | Cerro Burek        | Cerro Burek                                         |
| 251619 –         | 2009 LS2            | 13 iunie 2009      | Skylive            | F. Tozzi                                            |
| 251621 Lüthen    | 2009 RR2            | 10 septembrie 2009 | ESA OGS            | M. Busch, R. Kresken                                |
| 251625 Timconrow | 2010 DD21           | 17 februarie 2010  | WISE               | WISE                                                |
| 251627 Joyceearl | 2010 JV16           | 2 mai 2010         | WISE               | WISE                                                |
| 251647 –         | 2834 P-L            | 24 septembrie 1960 | Palomar            | C. van Houten, I. van Houten-Groeneveld, T. Gehrels |
| 251652 –         | 1981 EX45           | 1 martie 1981      | Siding Spring      | S. J. Bus                                           |
| 251654 –         | 1993 RB15           | 15 septembrie 1993 | Calar Alto         | K. Birkle., H. Boehnhardt                           |
| 251656 –         | 1993 UW7            | 20 octombrie 1993  | La Silla           | E. W. Elst                                          |
| 251698 –         | 1996 DJ             | 18 februarie 1996  | Siding Spring      | M. Hartley                                          |

## 251701–251800
| Denumire | Denumire provizorie | Data descoperirii | Locul descoperirii  | Descoperitor(i)                      |
| -------- | ------------------- | ----------------- | ------------------- | ------------------------------------ |
| 251705 – | 1996 UJ             | 17 octombrie 1996 | Prescott            | P. G. Comba                          |
| 251708 – | 1996 XO32           | 15 decembrie 1996 | Saji                | Saji                                 |
| 251709 – | 1997 AA5            | 2 ianuarie 1997   | Chichibu            | N. Sato                              |
| 251726 – | 1998 DD1            | 18 februarie 1998 | Kleť                | Kleť                                 |
| 251732   | 1998 HG49           | 27 aprilie 1998   | Kitt Peak           | Spacewatch                           |
| 251737   | 1998 QK62           | 26 august 1998    | Xinglong            | Beijing Schmidt CCD Asteroid Program |
| 251743 – | 1998 WO24           | 18 noiembrie 1998 | Kitt Peak           | M. W. Buie                           |
| 251748 – | 1998 XC11           | 15 decembrie 1998 | Caussols            | ODAS                                 |
| 251796 – | 1999 TO9            | 8 octombrie 1999  | Višnjan Observatory | K. Korlević, M. Jurić                |

## 251801–251900
| Denumire | Denumire provizorie | Data descoperirii | Locul descoperirii | Descoperitor(i) |
| -------- | ------------------- | ----------------- | ------------------ | --------------- |
| 251851 – | 1999 TG333          | 13 octombrie 1999 | Apache Point       | SDSS            |

## 251901–252000
| Denumire | Denumire provizorie | Data descoperirii | Locul descoperirii | Descoperitor(i) |
| -------- | ------------------- | ----------------- | ------------------ | --------------- |
| 251937 – | 1999 WN8            | 29 noiembrie 1999 | Monte Agliale      | S. Donati       |